# Allopachria dieterlei
Allopachria dieterlei är en skalbaggsart som beskrevs av Wewalka 2000. Allopachria dieterlei ingår i släktet Allopachria och familjen dykare. Inga underarter finns listade i Catalogue of Life.